# Бруквил (Охајо)
Бруквил (енгл. Brookville) град је у америчкој савезној држави Охајо.

## Демографија
По попису из 2010. године број становника је 5.884, што је 595 (11,2%) становника више него 2000. године.
| Група             | 2000.         | 2010.         |
| Белци             | 5.205 (98,4%) | 5.720 (97,2%) |
| Афроамериканци    | 4 (0,1%)      | 24 (0,4%)     |
| Азијати           | 34 (0,6%)     | 55 (0,9%)     |
| Хиспаноамериканци | 23 (0,4%)     | 39 (0,7%)     |
| Укупно            | 5.289         | 5.884         |